# 赖兴巴赫 (莱茵兰-普法尔茨州)
赖兴巴赫是德国莱茵兰-普法尔茨州的一个市镇。总面积11.13平方公里，总人口622人，其中男性300人，女性322人（2011年12月31日），人口密度56人/平方公里。